# Hans Bierschenk
Hans Bierschenk (* 28. Januar 1923 in Weimar; † 29. April 1988) war Oberst der Nationalen Volksarmee der DDR, Leiter der Offiziersschule in Berlin-Treptow sowie Direktor des Deutschen Armeemuseums in Potsdam.

## Leben
Bierschenk, Sohn eines Angestellten, erlernte den Beruf des kaufmännischen Angestellten. Am 5. November 1942 beantragte er die Aufnahme in die NSDAP und wurde rückwirkend zum 1. September desselben Jahres aufgenommen (Mitgliedsnummer 9.290.698). Im Alter von 18 Jahren meldete er sich freiwillig zur Wehrmacht. Er wollte Flieger werden, kam aber zur Flak. Er nahm am Zweiten Weltkrieg teil, war zuletzt in Finnland eingesetzt und geriet 1945 im Hafen von Libau als Gefangener der Baltischen Rotbannerflotte in sowjetische Kriegsgefangenschaft. Er besuchte die Antifaschule in Riga und war anschließend als Propagandist unter deutschen Kriegsgefangenen tätig. Nach dem Besuch der Zentralen Antifaschule wurde er im Juni 1949 in die Sowjetische Besatzungszone entlassen und kehrte nach Thüringen zurück.
Nach seiner Rückkehr trat er der Sozialistischen Einheitspartei Deutschlands bei und wirkte als Parteifunktionär in Apolda. Ab 1949 war er Angehöriger der Deutschen Volkspolizei und später der Kasernierten Volkspolizei. Ab 1956 war er Offizier der Nationalen Volksarmee (NVA) der DDR und leitete von 1957 bis 1964 die Offiziersschule in Berlin-Treptow. Von 1966 bis 1971 war Bierschenk Direktor des Deutschen Armeemuseums im Potsdamer Marmorpalais. 1969 wurde er zum Oberst der NVA befördert. Zwischen 1968 und 1972 war Bierschenk auch Mitglied des Präsidialrates des Kulturbundes der DDR.
Bierschenk starb als Oberst a. D. im Alter von 65 Jahren und wurde auf dem Heidefriedhof Dresden beigesetzt.

## Auszeichnungen
- Vaterländischer Verdienstorden in Gold
- Kampforden „Für Verdienste um Volk und Vaterland“ in Gold[4]

## Schriften
- Aus dem Deutschen Armeemuseum. In: Zeitschrift für Militärgeschichte, Heft 1 (1962), S. 113–115.
- Ich schwöre. Eine Bilddokumentation über die Nationale Volksarmee. Deutscher Militärverlag, 1969.